# Шарп, Александра
Александра Джейн Шарп (англ. Alexandra Jane Sharp; род. 4 февраля 1997 года, Мельбурн, Виктория, Австралия) — австралийская профессиональная баскетболистка, выступающая за команду женской национальной баскетбольной лиги (ЖНБЛ) «Джелонг Юнайтед». На драфте ВНБА 2020 года не была выбрана ни одной из команд. Играет в амплуа атакующего защитника.
В составе национальной сборной Австралии она стала бронзовым призёром чемпионата Азии 2021 года в Аммане и чемпионата мира среди девушек до 19 лет 2015 года в России, а также стала победительницей летней Универсиады 2017 года в Тайбэе и 2019 года в Неаполе и чемпионата Океании среди девушек до 16 лет 2013 года в Австралии, к тому же принимала участие на чемпионате мира среди девушек до 17 лет 2014 года в Чехии.

## Ранние годы
Александра родилась 4 февраля 1997 года в городе Мельбурн (штат Виктория) в семье Питера и Полы Шарп, у неё есть две сестры, Кэтрис и Макензи, а училась она там же в колледже Милосердия, в котором выступала за местную баскетбольную команду.